# Sergio Trevisan
Sergio Trevisan (Ventotene, 1º dicembre 1916 – Roma, 22 novembre 1978) è stato un calciatore italiano, di ruolo centrocampista.

## Carriera
Sergio Trevisan inizia la sua carriera in Serie C militando nel Potenza dal 1936 al 1938. Nel campionato successivo viene ceduto alla Ponziana, dove con 9 reti all'attivo risulta il miglior marcatore della squadra. Ritorna per un anno a giocare nel Potenza, per poi passare al Bari. 
Ha disputato due campionati di Serie A con la maglia del Bari, esordendo in massima serie il 6 ottobre 1940 in Bari-Novara (1-2), e totalizzando complessivamente 37 presenze e 9 reti in Serie A. Nella stagione 1940-1941 con 7 reti all'attivo, è stato il miglior marcatore in campionato dei galletti biancorossi, che chiusero il campionato all'ultimo posto. Ha realizzato una tripletta alla Juventus nell'incontro comunque vinto dai bianconeri 3-5, disputato a Bari il 20 aprile 1941.
Ha inoltre disputato 68 incontri, con 7 reti all'attivo, in Serie B con le maglie di Bari, Palermo e Siracusa vincendo coi pugliesi il campionato cadetto nella stagione 1941-1942.

## Palmarès
- Campionato italiano di Serie B: 1

Bari: 1941-1942